# Valverdón
Valverdón – gmina w Hiszpanii, w prowincji Salamanka, w Kastylii i León, o powierzchni 21,98 km². W 2011 roku gmina liczyła 288 mieszkańców.